# Quận Barnwell, South Carolina
Quận Barnwell là một quận trong tiểu bang Nam Carolina. Theo Cục điều tra dân số Hoa Kỳ, dân số theo điều tra năm 200 là 23.478 người, còn theo Cục điều tra dân số Hoa Kỳ năm 2005 dân số đã đạt 23.345 người,  Quận lỵ đóng ở Barnwell.6

## Địa lý
Theo Cục điều tra dân số Hoa Kỳ, quận có tổng diện tích 557 dặm Anh vuông (1.443 km²), trong đó, 548 dặm Anh vuông (1.420 km²) là diện tích đất và 9 dặm Anh vuông (23 km²) trong tổng diện tích (1,59%) là diện tích mặt nước.

### Các quận giáp ranh
- Quận Aiken, Nam Carolina - Bắc
- Quận Bamberg, Nam Carolina - Đông
- Quận Orangeburg, Nam Carolina - Đông
- Quận Allendale, Nam Carolina - Đông nam
- Quận Burke, Georgia - Tây nam

## Thông tin nhân khẩu
Theo cuộc điều tra dân số2 tiến hành năm 2000, quận này có dân số 23.478 người, 9.021 hộ, và 6.431 gia đình sinh sống trong quận này. Mật độ dân số là 43 người trên mỗi dặm Anh vuông (17/km²). Đã có 10.191 đơn vị nhà ở với một mật độ bình quân là 19 trên mỗi dặm Anh vuông (7/km²).  Cơ cấu chủng tộc của dân cư sinh sống tại quận này gồm 55,18% người da trắng, 42,55% người da đen hoặc người Mỹ gốc Phi, 0,35% người thổ dân châu Mỹ, 0,39% người gốc châu Á, 0,03% người các đảo Thái Bình Dương, 0,78% từ các chủng tộc khác, và 0,72% từ hai hay nhiều chủng tộc.  1,39% dân số là người Hispanic hoặc người Latin thuộc bất cứ chủng tộc nào.
Có 9,021 hộ trong đó có 34,80% có con cái dưới tuổi 18 sống chung với họ, 47,40% là những cặp kết hôn sinh sống với nhau, 19,30% có một chủ hộ là nữ không có chồng sống cùng, và 28,70% là không gia đình. 25,60% trong tất cả các hộ gồm các cá nhân và 10,20% có người sinh sống một mình và có độ tuổi 65 tuổi hay già hơn.  Quy mô trung bình của hộ là 2,57 còn quy mô trung bình của gia đình là 3,08,
Cơ cấu độ tuổi dân cư quận này như sau 28,10% dưới độ tuổi 18, 8,70% từ 18 đến 24, 27,90% từ 25 đến 44, 22,60% từ 45 đến 64, và 12,60% người có độ tuổi 65 tuổi hay già hơn.  Độ tuổi trung bình là 36 tuổi. Cứ mỗi 100 nữ giới thì có 92,70 nam giới. Cứ mỗi 100 nữ giới có độ tuổi 18 và lớn hơn thì, có 86,50 nam giới.
Thu nhập bình quân của một hộ ở quận này là $28.591, và thu nhập bình quân của một gia đình ở quận này là $35.866, Nam giới có thu nhập bình quân $31.161 so với mức thu nhập $21.904 đối với nữ giới. Thu nhập bình quân đầu người của quận là $15.870, Khoảng 17,90% gia đình và 20,90% dân số sống dưới ngưỡng nghèo, bao gồm 27,30% những người có độ tuổi 18 và 24,40% là những người 65 tuổi hoặc già hơn.

## Thành phố và thị trấn
- Barnwell
- Blackville
- Elko
- Hilda
- Kline
- Snelling
- Williston